# Zanthoxylum flavum
Zanthoxylum flavum е вид растение от семейство Седефчеви (Rutaceae). Видът е световно застрашен, със статут Уязвим.

## Разпространение
Разпространен е в Ангуила, Бахамски острови, Бермудски острови, Бразилия, Куба, Доминиканска република, Хондурас, Ямайка, Пуерто Рико, Сейнт Лусия и САЩ.